# 萬井真代
萬井 真代（よろい まよ、1984年12月19日 - ）は、女優、タレント、リポーター。T-STYLE所属。

## 人物
- 京都府出身で、血液型はA型。身長・151cm、B・79cm、W・58cm、H・80cm。
- 趣味はショッピング、旅行、スキューバダイビング。
- 中古車情報ガリバーイメージガール

## 出演

### テレビ
- おはよう朝日です（ABC）
- ひめゆり隊と同じ戦火を生きた少女の記録 最後のナイチンゲール（NTV）
- だめんず・うぉ〜か〜（EX）
- 水曜ミステリー9 刑事吉永誠一「約束の指切り」（TX）
- 三日遅れのハッピーニューイヤー（TBS）
- 死ぬかと思った「ドンジー」（NTV）
- 有閑倶楽部（NTV）
- 働きマン（NTV）
- 黒い太陽 2007 SP（EX）
- 横溝正史ミステリ大賞受賞作品「誤算」（TX）
- 日曜劇場 佐々木夫妻の仁義なき戦い（TBS）
- ジュテーム〜わたしはけもの〜（BSフジ）
- ヤスコとケンジ（NTV）
- Cafe吉祥寺で（TX）
- 未来世紀シェイクスピア（KTV）
- RESCUE 特別高度救助隊（TBS）
- 名探偵の掟（EX）

### 映画
- バンク バンク バンク
- 本当は怖い童謡「かごめかごめ」
- カフェ代官山
- ジュテーム〜わたしはけもの〜

### 舞台
- 第1回 Jeep 公演「白地に赤く」
- MILITARY POWER DASH「無理やりポップコーン」